# Ołeksandr Hajdasz
Ołeksandr Mykołajowycz Hajdasz, ukr. Олександр Миколайович Гайдаш, ros. Александр Николаевич Гайдаш, Aleksandr Nikołajewicz Gajdasz (ur. 7 sierpnia 1967 w Żdanowie, Ukraińska SRR) – ukraiński piłkarz, grający na pozycji napastnika, reprezentant Ukrainy, trener piłkarski.

## Kariera piłkarska

### Kariera klubowa
Jest wychowankiem DJuSSz-3 w Żdanowie. Pierwsze trenerzy Mykoła Krawcow i Petro Szulman. Rozpoczął karierę piłkarską w 1984 w miejscowym Nowatorze Żdanow, skąd w następnym roku przeszedł do Szachtara Donieck. W 1987, kiedy przyszedł czas służyć w wojsku, został zabrany najpierw do lokalnego SKA Kijów, a potem do centralnego CSKA-d Moskwa, gdzie grał w drużynie rezerw. Po służbie w wojsku powrócił do rodzinnego Nowatora. W 1989 został piłkarzem Tawrii Symferopol. Po rozpadzie ZSRR wyjechał do Turcji, gdzie bronił barw Sarıyer GK. W 1992 powrócił do Tawrii Symferopol, w której występował z przerwami do 1999. W międzyczasie dwa razy próbował swoich sił w izraelskich klubach Maccabi Herclijja i Maccabi Jawne. W 1999 podpisał kontrakt z Metałurhiem Mariupol, ale po trzech sezonach kolejny raz powrócił do Tawrii, w której zakończył karierę piłkarską w 2003.

### Kariera reprezentacyjna
27 kwietnia 1993 roku debiutował w reprezentacji Ukrainy w meczu towarzyskim z Izraelem, zremisowanym 1:1. Łącznie rozegrał 2 mecze reprezentacyjne.

## Kariera trenerska
Po zakończeniu kariery zawodniczej rozpoczął karierę trenerską. Najpierw pracował na stanowiska kierownika drużyny w Tawrii Symferopol, a potem kiedy został zwolniony Anatolij Zajajew również odszedł z nim. Przez pewien czas pracował jako trener selekcjoner w innym krymskim klubie Krymtepłycia Mołodiżne. W 2005 prowadził klub Jałos Jałta, ale z przyczyn finansowych klub został rozwiązany. Wtedy powrócił do drużyny Krymtepłycia Mołodiżne, w której najpierw pracował na stanowisku dyrektora sportowego klubu, a potem głównego trenera w sezonie 2006/07. Na początku 2008 otrzymał propozycję pracy w Feniks-Iliczowiec Kalinine na stanowisku głównego trenera. 23 maja 2012 objął stanowisko głównego trenera Tytana Armiańsk, ale już 7 września 2012 podał się do dymisji.

## Sukcesy i odznaczenia

### Sukcesy klubowe
- finalista Pucharu Pierwszej Ligi: 1990

### Sukcesy indywidualne
- jeden z najlepszych strzelców Wyższej Ligi: 95 goli.
- najlepszy strzelec w historii Tawrii Symferopol w Wyższej Lidze: 85 goli.
- wicekról strzelec w historii Tawrii Symferopol: 148 goli.
- członek Klubu Ołeha Błochina: 114 goli.

### Odznaczenia
- tytuł Mistrza Sportu ZSRR: 1991.
- tytuł Zasłużonego Pracownika Kultury Fizycznej i Sportu Republiki Autonomicznej Krymu.